# ParaParaParadise (serie)
ParaParaParadise (パラパラパラダイス  paraparaparadaisu?) (abreviado también como PPP) es una serie de videojuegos creados desde el año 2000. Fue diseñado con el objetivo de recrear el estilo de baile japonés conocido como ParaPara, el cual consiste en mover tanto manos y brazos de manera sincronizada en una coreografía. Por lo general, se baila utilizando canciones de género eurobeat. El videojuego fue lanzado durante el mes de septiembre del año 2000. Dos semanas después, Konami anunció una actualización para el arcade, debido a su popularización tanto en conciertos de ParaPara como en centros recreativos de arcades.

## Forma de juego

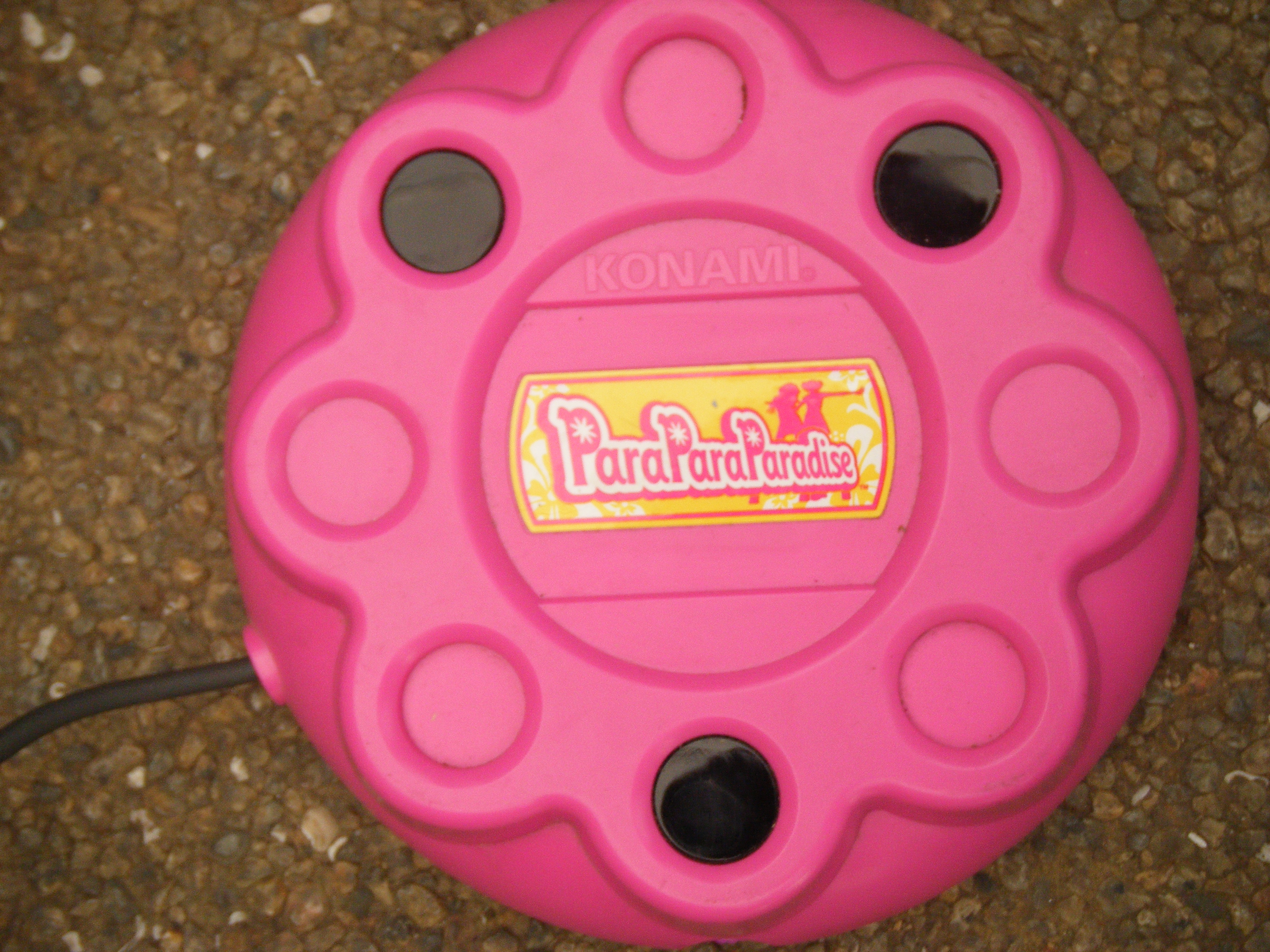
Un sensor infrarrojo de un controlador de ParaParaParadise para PlayStation 2.

A diferencia de otros videojuegos en los que se deben presionar botones, ParaParaParadise tiene la característica de utilizar sensores infrarrojos para ejecutar las flechas que se muestran en la pantalla. El arcade está compuesto por una cabina rectangular orientado de manera vertical y en frente tiene una jaula de forma octagonal en vertical en el cual en la parte frontal tiene cinco receptores infrarrojos las cuales al pasar la mano por debajo de ellos, emiten una señal que va directo a la cabina y las recibe.
Al momento de jugar una canción, el jugador debe ejecutar las flechas pasando las manos sobre los sensores cuando estas llegan a sus respectivos marcadores. A medida que son ejecutados, la barra de energía de nombre Sync Gauge irá aumentando poco a poco. Esta barra está dividida por cuatro franjas de colores, las cuales para completar de manera exitosa una canción, la barra de energía debe estar llena a tope o por lo menos llena en el límite marcado de azul claro.

## Lista de entregas
La siguiente lista muestra las entregas de la saga, incluyendo tanto versiones arcade como versiones para consola:

### Arcade
- ParaParaParadise (12 de septiembre de 2000)[7]
- ParaParaParadise V1.1 (24 de octubre de 2000)[8]
- ParaParaParadise 1st MIX Plus (26 de diciembre de 2000)[9]
- ParaParaParadise 2nd MIX (15 de marzo de 2001)[10]

### PlayStation 2
- ParaParaParadise (15 de marzo de 2001)[11]

## ParaParaParadise DX
ParaParaParadise DX fue uno de los varios videojuegos cancelados por Bemani a lo largo de su existencia. Iba a ser una versión deluxe el cual tuvo soporte para tres jugadores distribuidos en forma piramidal (dos al frente y uno atrás), con una pantalla panorámica y un sistema de sonido mejorado. La lista de canciones era idéntica a la versión regular. Solo se había creado un solo prototipo, y fue utilizado por Konami en ferias comerciales para promover el juego.